# Élection présidentielle en république du Congo
En république du Congo, l'élection présidentielle détermine la personne qui sera élue président de la République pour un mandat de sept ans (depuis 2002). Le premier président élu fut Fulbert Youlou en 1961.

## Histoire
De 1961 à 1989, l'élection présidentielle se déroulait lors du congrès du parti unique. Depuis 1992, l'élection présidentielle se déroule au suffrage universel direct pour cinq ans (jusqu'en 2002), puis sept ans (depuis 2002).

### Second tour de la présidentielle depuis 1992
| Élection |  | Candidat Parti politique | % des suffrages exprimés |  | Candidat Parti politique | % des suffrages exprimés |
| -------- |  | ------------------------ | ------------------------ |  | ------------------------ | ------------------------ |
| 1992     |  | Pascal Lissouba UPDS     | 61,32 %                  |  | Bernard Kolélas MCDDI    | 38,68 %                  |
| 2002     |  |                          |                          |  |                          |                          |
| 2009     |  |                          |                          |  |                          |                          |
| 2016     |  |                          |                          |  |                          |                          |
| 2021     |  |                          |                          |  |                          |                          |

### Meilleurs résultats obtenus lors d'une élection présidentielle
| Année | Pourcentage | Vainqueur               | Note (au premier tour sauf indiqué) (SUD : Suffrage universel direct) |
| ----- | ----------- | ----------------------- | --------------------------------------------------------------------- |
| 1961  | 100         | Fulbert Youlou          | Candidat unique                                                       |
| 1963  | 100         | Alphonse Massamba-Débat | Candidat unique                                                       |
| 1969  | 100         | Marien Ngouabi          | Candidat unique                                                       |
| 1974  | 100         | Marien Ngouabi          | Candidat unique                                                       |
| 1979  | 100         | Denis Sassou-Nguesso    | Candidat unique                                                       |
| 1984  | 100         | Denis Sassou-Nguesso    | Candidat unique                                                       |
| 1989  | 100         | Denis Sassou-Nguesso    | Candidat unique                                                       |
| 2002  | 89,41       | Denis Sassou-Nguesso    | (SUD), Élu au premier tour                                            |
| 2009  | 78,61       | Denis Sassou-Nguesso    | (SUD), Élu au premier tour                                            |
| 1992  | 61,32       | Pascal Lissouba         | (SUD), en ballotage contre Bernard Kolélas.                           |